# 玻璃化 (植物)
玻璃化是植物幼苗在生长过程中出现的一种类似水浸的半透明化的生理畸形现象。在组织培养过程中发生玻璃化会导致幼苗发育不良、分化能力低下以及难以成活等症状。玻璃化现象最早是在1964年进行石竹（Dianthus caryophyllus）茎尖组织培养时发现的。1981年才提出了“玻璃化”（Hyperhydricity）一词。